# 斉藤行蔵
斉藤 行蔵（さいとう こうぞう、1896年6月26日 - 1971年7月18日）は、日本の医師、政治家。衆議院議員（1期）。

## 経歴
千葉県出身。1919年南満医学堂本科卒、その後千葉医科大学法医学科専攻科で学び、医学博士となる。病院を経営し、県常任体力管理医、同花柳病予防医、木更津保健所医、同検疫医、千葉県議、同参事会員、君津郡大貫町参与となる。
1946年の第22回衆議院議員総選挙において千葉県から日本自由党公認で立候補して当選し、党幹事、政調会医療国策部長を務める。翌1947年の第23回衆議院議員総選挙において千葉3区から立候補したが落選した。1971年死去。